# Chrysolina burchana
Chrysolina burchana es un coleóptero de la familia Chrysomelidae.
Fue descrita científicamente en 1998 por Lopatin.